# Antocha ramulifera
Antocha ramulifera  (лат.) — вид комаров-болотниц рода Antocha из подсемейства Limoniinae (Limoniidae). Россия, Приморский край, Хасанский район, заповедник «Кедровая Падь», широколиственные леса. Лёт в июне и июле.

## Описание
Мелкие комары коричневато-чёрного цвета. Длина тела самцов 6 мм (крылья — 7 мм), самок (6-7,5 мм, их крылья 7-8 мм). Крылья черноватые. Тело удлинённое, ноги длинные, тонкие. Простые глазки и шпоры отсутствуют. Усики самок и самцов длинные 16-члениковые. Крылья широкие с почти прямым анальным углом; жилка R ответвляется от радиального сектора Rs почти под острым углом. Имаго обитают у берегов каменистых и быстротекущих водоёмов и водопадов. Куколки и личинки (гидробионты и реофилы) живут в водоёмах в шёлковых чехликах (среди мхов и водорослей на подводных камнях и скалах), дышат всей поверхностью тела. 
Вид был впервые описан в 1983 году советским энтомологом Евгением Николаевичем Савченко.